# Mitsubishi Pajero Mini
Mitsubishi Pajero Mini — компактний позашляховик, що випускався японською компанією Mitsubishi Motors Corporation з 1994 по 2012 рік.

## Опис
Pajero Mini побудований на подовженій платформі Mitsubishi Minica і оснащувався атмосферними та турбованими моторами сімейства 4A30 об'ємом 0,66 літра і відносився в Японії до пільгової категорії кей-кар.
Автомобіль Pajero Mini має стиль малої версії позашляховика Mitsubishi Pajero, і є відповіддю на SUV-манію кінця 1980-х і початку 1990-х років. У порівнянні з повнорозмірним оригіналом, компактний позашляховик отримав коротку колісну базу, повний привід, і вибір між атмосферним або турбованим чотирициліндровим двигуном об'ємом 660 куб.см.
Популярність автомобіля надихнула Mitsubishi створити кілька обмежених серій, в їх числі «Iron Cross», «Desert Cruiser», «White Skipper» і «Duke». 
В жовтні 1998 року представлено друге покоління Pajero Mini (заводський індекс H53). Оскільки в Японії змінилися закони, що стосуються цього класу автомобілів, і Pajero Mini був розширений і подовжений.
В 2005 році модель модернізовано.
В 2008 році модель модернізовано вдруге.
З 2008 року Mitsubishi виробляє Nissan Kix, як OEM версію Pajero Mini. В Японії, автомобіль продавався через Galant Shop.
Виробництво Mitsubishi Pajero Mini було закінчено в червні 2012 року.

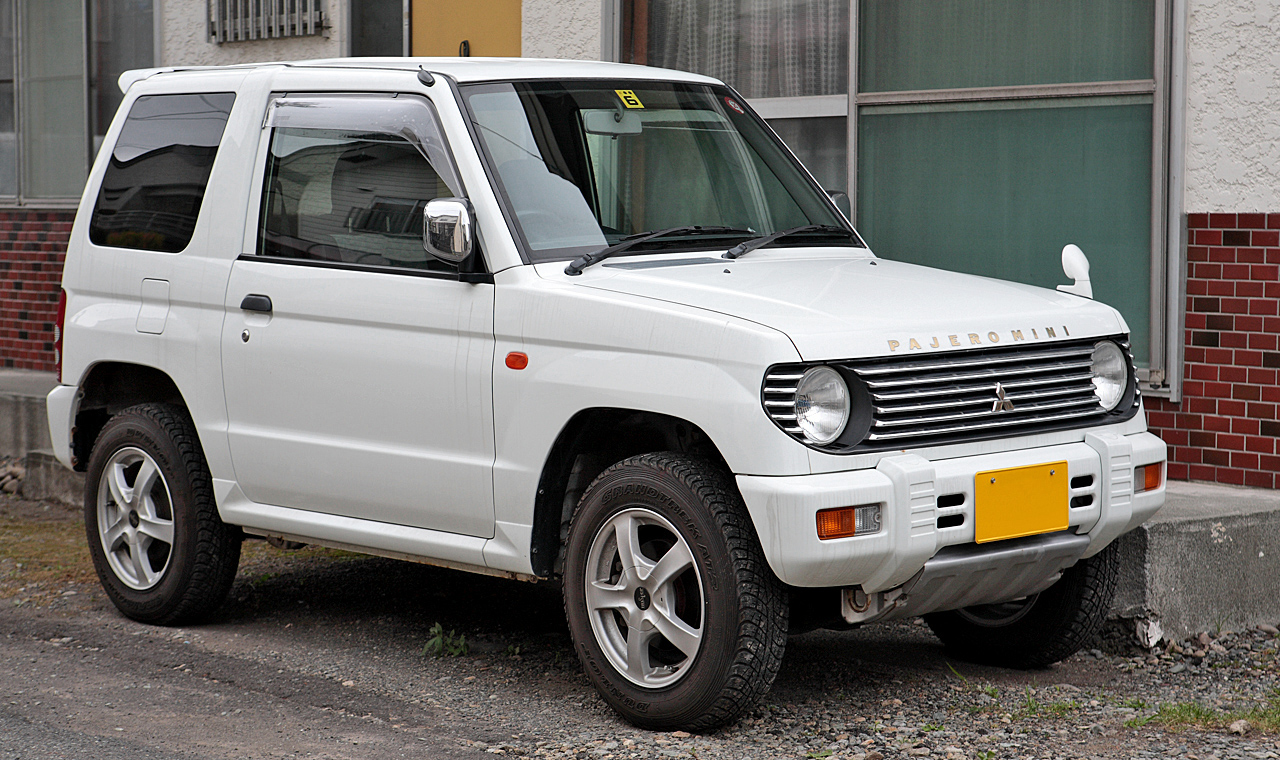
Mitsubishi Pajero Mini (H51) 1994–1998
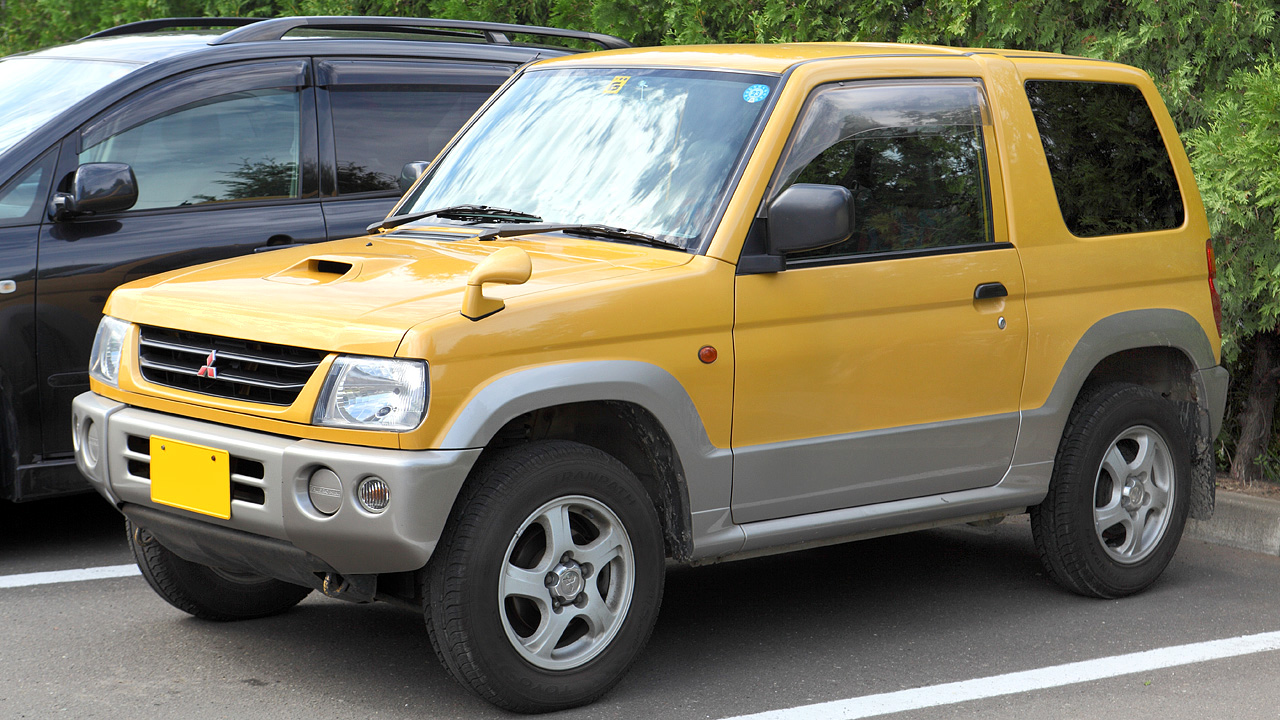
Mitsubishi Pajero Mini (H53) 1998–2008
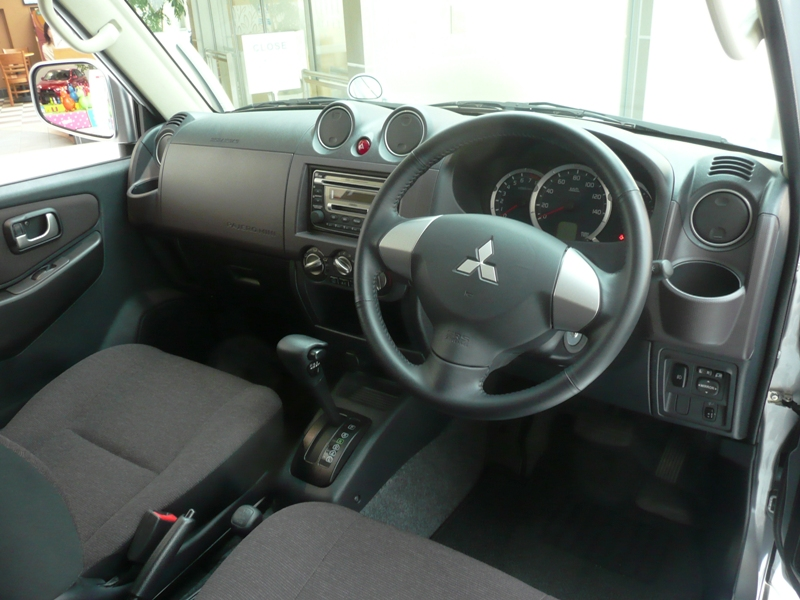

### Двигуни
- 4A30 659 см3 Р4 52 к.с.
- 4A30 659 см3 Р4 MVV 52 к.с.
- 4A30T 659 см3 Р4 turbo 64 к.с.

## Виробництво і продажи
| Рік  | Виготовлено | Продано     |
| ---- | ----------- | ----------- |
| 1994 | немає даних | немає даних |
| 1995 | 104,990     | немає даних |
| 1996 | 71,185      | немає даних |
| 1997 | 43,302      | немає даних |
| 1998 | 48,792      | немає даних |
| 1999 | 36,580      | немає даних |
| 2000 | 24,895      | 27,011 + 2  |
| 2001 | 16,590      | 17,458      |
| 2002 | 12,672      | 13,720      |
| 2003 | 17,141      | 17,237      |
| 2004 | 10,307      | 10,371      |
| 2005 | 10,445      | 10,611      |
| 2006 | 9,436       | 9,367       |
| 2007 | 9,279       | 9,195       |
| 2008 | 17,033      | 11,456      |

(Sources: Facts & Figures 2000, Facts & Figures 2005, Facts & Figures 2009, Mitsubishi Motors website)